# O Brado Africano

O Brado Africano (« Le Cri africain ») est un hebdomadaire mozambicain, créé le 24 décembre 1918 à Lourenço Marques (auj. Maputo) par João Albasini (1876-1922) et son frère José (1878-1935).  Il cesse de paraître en 1974, à la veille de l'indépendance.

## Histoire
Les frères Albasini avaient déjà lancé O Africano en 1909. Publié en portugais et en ronga, il était consacré aux conditions de vie de la population indigène, mais le titre est vendu en 1918. Avec d'autres partenaires, les deux frères fondent alors dans le même esprit O Brado Africano. Après la mort de João, en première ligne jusqu'en 1922, c'est José qui prend les commandes. En 1928 le journal se prévaut du plus fort tirage de la province du Mozambique.
Au fil des années plusieurs interruptions et changements de formule surviennent. À partir de la fin des années 1960, la revue est soumise à la surveillance et à la censure de la police politique. Le dernier numéro paraît le 15 juin 1974.

## Ligne éditoriale
Prenant le contrepied de la littérature coloniale, le journal s'adresse aux Africains éduqués des villes, exclus de la vie politique portugaise, aux métis, également aux Blancs. C'est la publication autochtone la plus significative de cette période, couvrant une grande variété de sujets culturels. C'est là que la plupart des futurs écrivains mozambicains commencent à publier leurs textes, le métis Rui de Noronha par exemple y publie ses premiers poèmes.